# Hermogenes
Hermogenes – imię męskie pochodzenia greckiego, zapisywane ‘Ερμογενης. Oznacza „urodzony z Hermesa” (od imienia Hermes oraz słowa γενης genes „urodzony”). Imię to nosił XVII-wieczny święty pochodzący z Rosji Hermogen, patriarcha Moskwy i inni święci.
Hermogenes imieniny obchodzi 17 lutego i 25 kwietnia.